# Hambach (bruinkoolmijn)

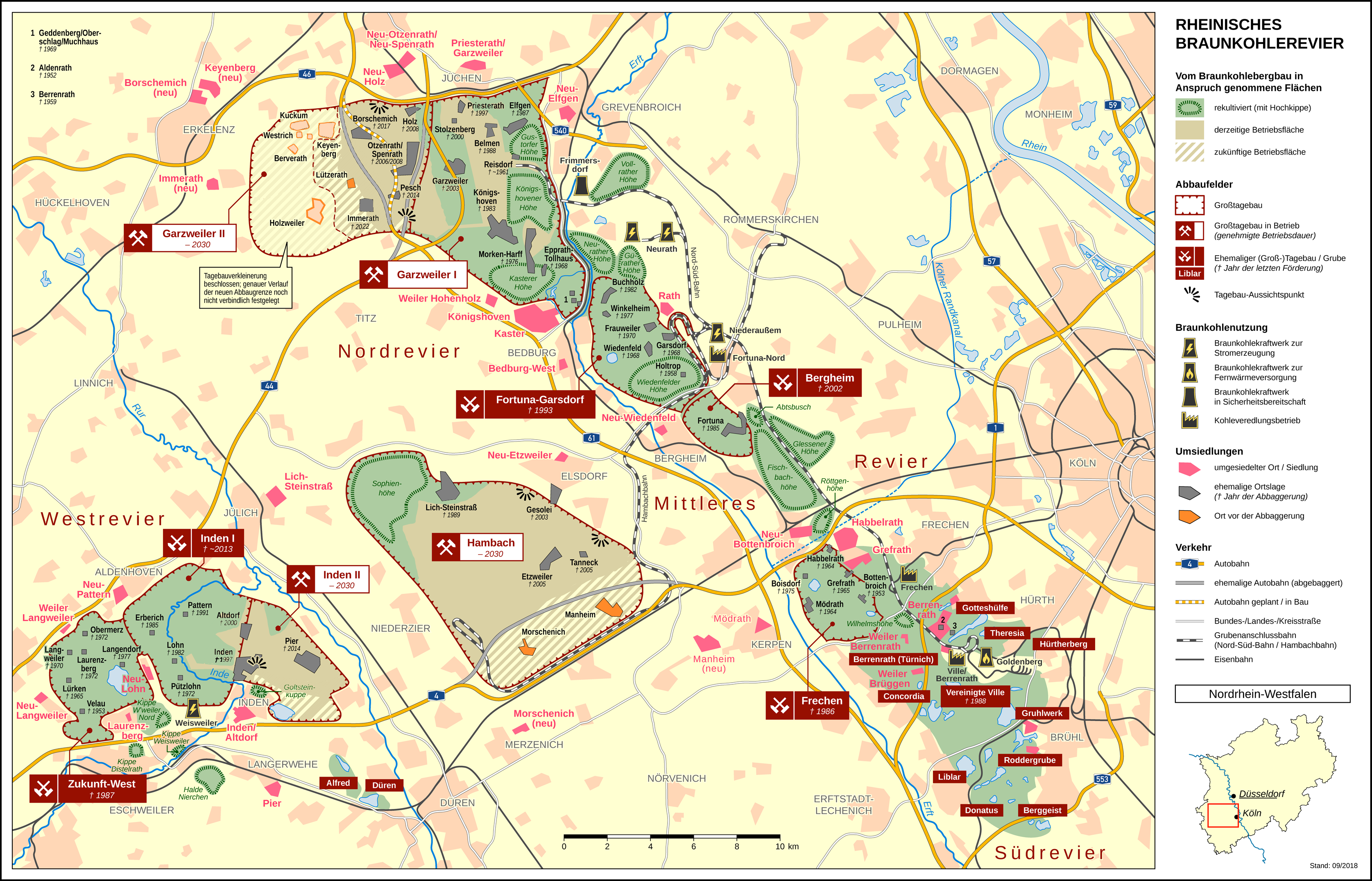
Overzicht dagbouwlocaties bruinkool in Noordrijn-Westfalen (Rijnlands bruinkoolgebied - Duitsland)

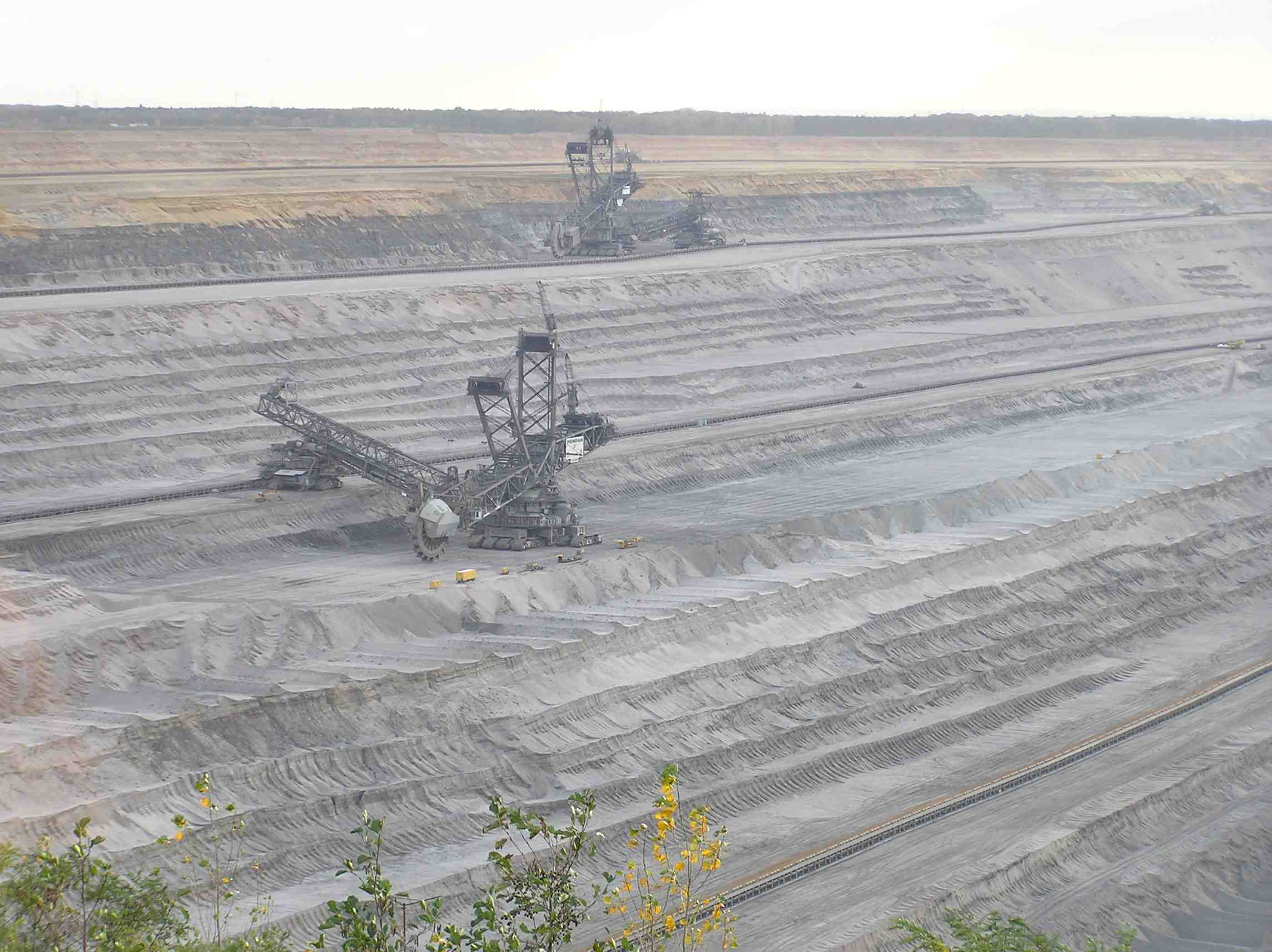
Voorbereiding dagbouw in Hambach

Hambach (in de Duitse gemeentes Niederzier,  Düren en Elsdorf, Rhein-Erft-Kreis) is de grootste bruinkoolmijn van RWE. De bruinkool wordt door middel van dagbouw gedolven.
Aan de noordwestzijde van de groeve ligt de stortberg Sophienhöhe, die vanuit de richting van Jülich goed te zien is.

## Geschiedenis
In 1978 werd begonnen met de voorbereidingen van dagbouw bij Hambach. Daarvoor moesten enkele dorpen verdwijnen en een groot bos gekapt worden. Uiteindelijk kon in 1984 met de dagbouw begonnen worden. In 2007 had de bruinkoolmijn een omvang van 3.389 hectare, maar deze kan nog groeien tot 8.500 hectare. Elk jaar wordt 40 miljoen ton bruinkool gedolven. De geschatte hoeveelheid bruinkool is 1.772 miljoen ton.

## Bezetting Hambacher Forst 2018 en gevolgen daarvan

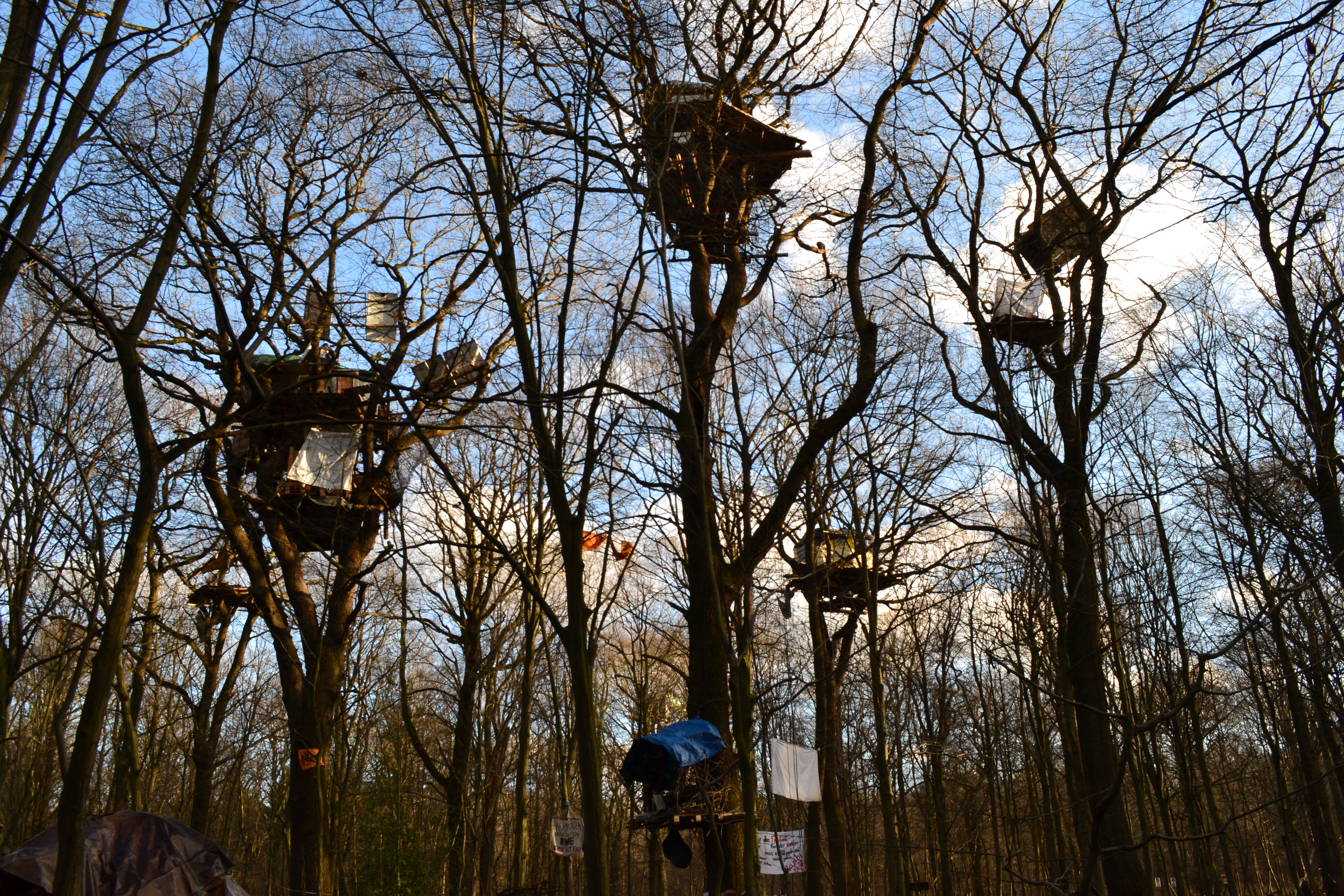
Boomhutten in het Hambacher Forst, februari 2018
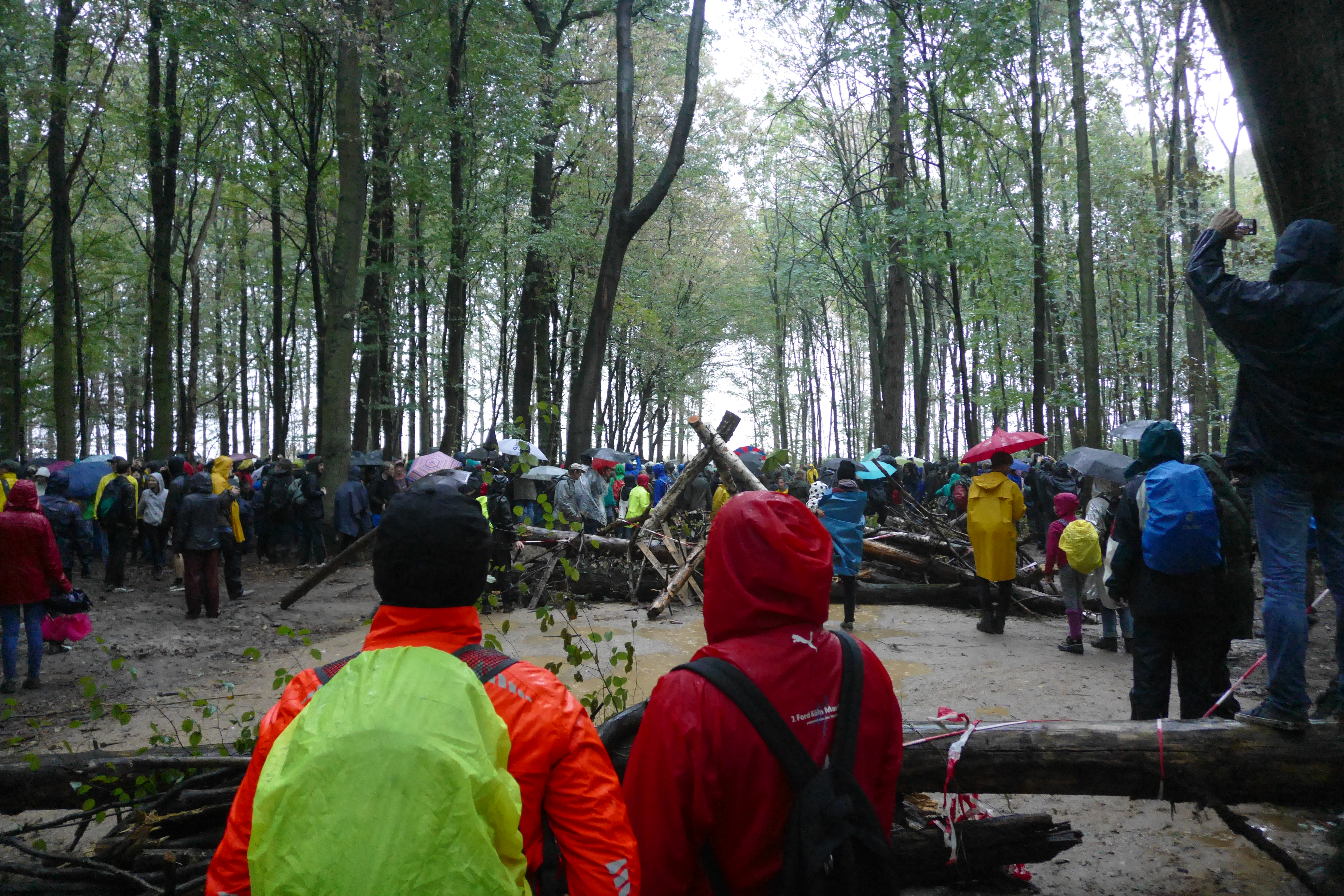
Barricades, september 2018

Om verschillende redenen, vooral gerelateerd aan de aantasting van het landschap door de groeve, de hoge kooldioxide-uitstoot bij het verstoken van bruinkool, en de algemene klimaatdiscussie, ontstonden in 2018 grootscheepse protestacties in het gebied. Een nog 500 hectare groot bosgebied tussen Kerpen en Merzenich bij Düren, Hambacher Forst geheten, een laatste restant van het middeleeuwse en legendarische Burgewald (zie:Arnoldsweiler), en een toevluchtsoord voor de beschermde Bechsteins vleermuis, zou voor de bruinkoolwinning moeten wijken. Grote aantallen milieuactivisten, gesteund door vooral linkse politici en ook door enige geestelijken, begaven zich vanaf 2012 naar het bosgebied en bezetten het Hambacher Forst, door er te gaan kamperen en er in allerlei (boom)hutten te bivakkeren. Regelmatig werd aan deze actie, waaraan naast vreedzame demonstranten ook militante, tot geweld bereide, activisten deelnamen, door de politie een einde gemaakt, maar de activisten keerden ieder jaar korte tijd na de ontruiming terug. De hevigste en meest geruchtmakende actie eindigde met een deels gewelddadige ontruiming door ordetroepen in september-oktober 2018.
Juist toen alle boomhutten en barricades ontruimd waren, op 5 oktober, bepaalde het Oberverwaltungsgericht Münster, een hoog bestuursrechtcollege voor de deelstaat Noordrijn-Westfalen, in een o.a. door de natuurbeschermingsbeweging BUND aangespannen geding, dat de boskap voorlopig niet mocht doorgaan. De dag daarop vond naar aanleiding van deze overwinning voor de milieubeweging een grote demonstratie bij het Hambacher Forst plaats, waaraan ten minste 30.000 mensen deelnamen, onder wie ook popmuzikanten, kunstenaars en geestelijken, zowel rooms-katholieke als lutherse. Het behoud van het bosgebied is daarna, in een convenant tussen de deelstaatregering, onder leiding van Armin Laschet, en de bruinkoolexploitant RWE vastgelegd. Ook werd besloten, het laatste gedeelte van de bruinkoolwinning Hambach voorlopig (in afwachting van formele wetgeving hierover, te realiseren in 2020-2022) niet door te laten gaan.
De gevolgen hiervan zijn ingrijpend. Vooruitlopend op de verdere afgraving was bijvoorbeeld de Autobahn A4 zuidwaarts naar een tracé langs de spoorlijn Keulen - Aken verlegd, was het dorpje Morschenich, gemeente Merzenich, ontruimd, en was iets zuidelijker al een dorpje Morschenich-Neu gebouwd. Reeds meer dan de helft van de mensen was al van het oude naar het nieuwe dorp verhuisd; in 2021 ziet het ernaar uit, dat het oude dorp gedeeltelijk behouden kan blijven. Het dorp Manheim is wel verplaatst en gesloopt; de aan de bosrand gelegen kartbaan Erftlandring, waar beroemde autocoureurs als Sebastian Vettel en Michael Schumacher leerden racen, blijft behouden.
Het begrip Hambacher Forst is in Duitsland een symbool geworden voor succesvolle strijd van de milieubeweging tegen traditionele economische belangen.

## Diepste punt
Het laagste bovengrondse punt van Europa bevindt zich in Hambach: 299 meter onder Normalnull (2017). Dit punt bevindt zich 405 meter onder het oorspronkelijke oppervlak.

## Opvulling gronden
De afgegraven grond van Hambach wordt gestort in de uitgeputte bruinkoolmijn in Bergheim. Hambach zelf wordt gereedgemaakt om later als meer in het landschap te liggen. Het meer moet een oppervlakte van 4.200 hectare krijgen. Qua volume zal het dan het grootste meer van Duitsland worden, ondanks dat het Bodenmeer, dat weliswaar groter is maar naast Duitsland ook deel uit maakt van Oostenrijk en Zwitserland. Hoe de waterhuishouding er uit moet gaan zien, is onderwerp van discussie. Het meer zou mogelijk aan de Rur, de Erft of de Rijn gekoppeld kunnen worden.

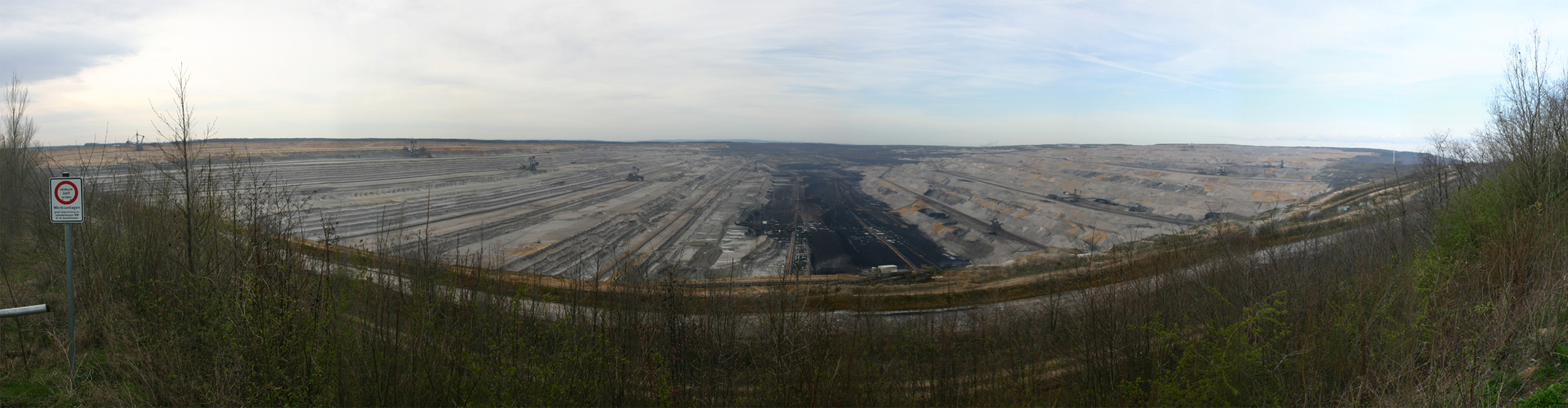
Panorama Hambach

actief: Garzweiler · Hambach · Inden

stilgelegd: dagbouw Alfred · bruinkoolgroeve Frechen · dagbouw Zukunft · dagbouw Zülpich